# Pan camaleón

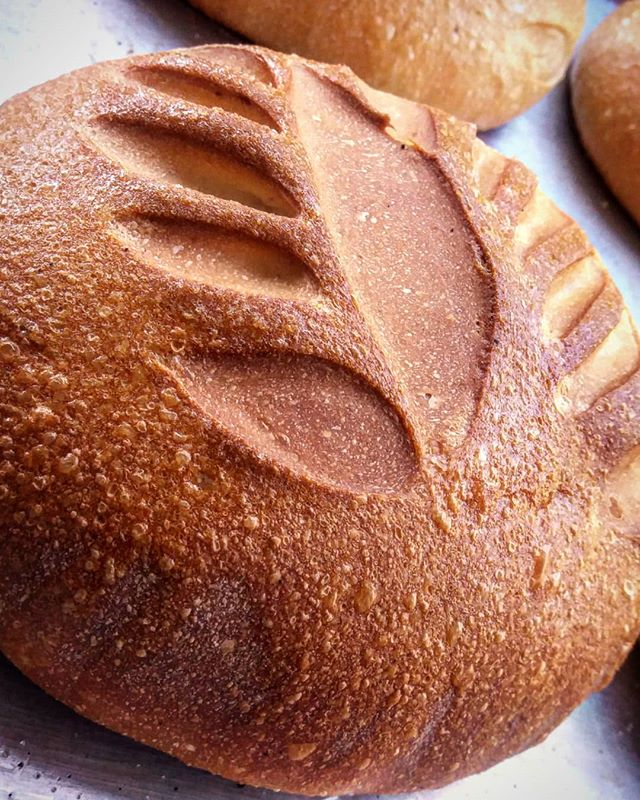

El pan andino o pan camaleón es un pan dulce típico de Venezuela, y en particular de la Región de los Andes. Es un pan de miga densa, esponjosa, y corteza delgada, tostada y ligeramente crujiente. El pan camaleón contiene harina de trigo, leche, huevos, azúcar, levadura, sal y manteca de cerdo (o bien mantequilla, o grasa vegetal). Además, se aromatiza con extracto de vainilla. La masa se mezcla con un prefermento natural de consistencia líquida llamado «talvina», hecho de harina, agua, azúcar y papelón o melaza. 
La masa resultante de mezclar los ingredientes y dejarlos reposar, era sobada, bien manualmente o bien con una máquina con dos cilindros llamada «sobadora». Sobar la masa garantizaba una miga cerrada y rica.
La talvina también es conocida como «guarapo», y antiguamente se reservaba un poco del día anterior para producirse todos los días. También hay recetas que endulzan el pan con sarrapia o haba tonka, originaria del Estado Bolívar. Según un artículo del diario La Nación de Venezuela, el pan andino o camaleón tiene su origen en Mesa de Aura (Táchira), cercano a San Cristóbal, Capacho y El Cobre, zonas tradicionalmente trigueras.
Como este pan tiene sabor ligeramente dulce mas no espolvoreado de azúcar en su superficie se le conoce también como pan semidulce. En cambio, el pan dulce propiamente dicho es el que lleva una costra azucarada en su superficie y semillas de anís en la masa.
Es muy tradicional consumirlo como merienda a media tarde ya sea acompañado de café con leche o chocolate caliente o untado con algún tipo de mermelada (lo más usual con queso crema y mermelada o jalea de guayaba) o arequipe. Algunos gustan de elaborar bocadillos de jamón cocido y queso rebanado con el mismo. 
Fue declarado Patrimonio Cultural Gastronómico del Táchira, el 6 de diciembre de 2022.